# John Hay, 2. Marquess of Tweeddale

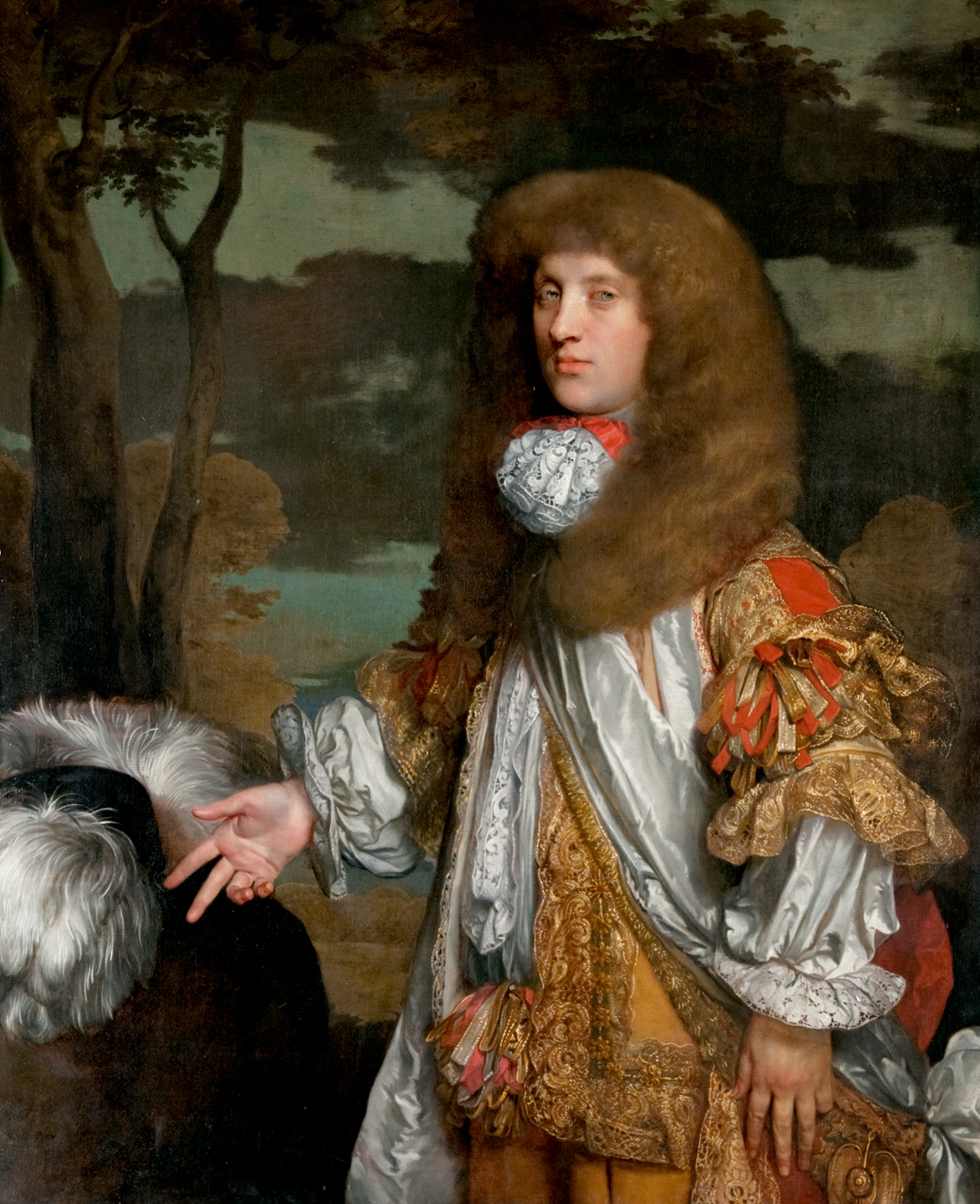
Gemälde von Gerard Soest

John Hay, 2. Marquess of Tweeddale, (* 1645; † 20. April 1713) war ein schottischer Peer und von 1704 bis 1705 Lordkanzler von Schottland.

## Leben
Er war der älteste Sohn von John Hay, 1. Marquess of Tweeddale und dessen Frau Jean, Tochter von Walter Scott, 1. Earl of Buccleuch. Im Jahre 1666, heiratete er Lady Mary Maitland, Tochter von John Maitland, 1. Duke of Lauderdale.
1666 wurde er als Fellow in die Royal Society aufgenommen. Von 1668 bis 1675 war er Colonel des Milizinfanterieregiments von Haddingtonshire und ab 1689 Captain des Milizkavallerieregiments von Berwickshire und Haddingtonshire.
Von 1670 bis 1674 und 1684 bis 1713 war er Mitglied des schottischen Kronrates (Privy Council) und von 1694 bis 1713 Sheriff von Haddingtonshire. 1695 und 1696 hatte er zeitweise das Staatsamt des Schatzkanzlers (Treasurer of Scotland) inne. Beim Tod seines Vaters im Jahre 1697 erbte er dessen Adelstitel als 2. Marquess of Tweeddale.
Er wurde zum Lord High Commissioner im schottischen Parlament im Jahre 1704 und war Lordkanzler von Schottland von 1704 bis 1705. Nach der Gründung des Königreichs Großbritannien war er von 1707 bis 1708 schottischer Representative Peer im britischen House of Lords.
Als er 1713 starb, erbte sein ältester Sohn Charles seine Adelstitel.

## Nachkommen
Er hatte drei Söhne und zwei Töchter:
- Charles Hay, 3. Marquess of Tweeddale (1670–1715), ⚭ Lady Susan Cochrane, Witwe des John Cochrane, 2. Earl of Dundonald, Tochter des William Douglas-Hamilton, Duke of Hamilton;
- Lord John Hay († 1706), Brigadier-General, ⚭ (1) Lady Elizabeth Dalzell, Tochter des James Dalzell, 3. Earl of Carnwath, ⚭ (2) Elizabeth Orby, Tochter des Sir Thomas Orby, 1. Baronet;
- Lord William Hay of Newhall († 1723), Brigadier-General, ⚭ Margaret Hay, Tochter des John Hay, Younger of Linplum;
- Lady Anne Hay, ⚭ William Ross, 12. Lord Ross;
- Lady Jean Hay († 1731), ⚭ John Hamilton-Leslie, 9. Earl of Rothes.